# 駒ヶ谷村
駒ヶ谷村（こまがたにむら）は、大阪府南河内郡にあった村。現在の羽曳野市の東部、おおむね石川の右岸、近鉄南大阪線駒ヶ谷駅・上ノ太子駅の周辺にあたる。

## 地理
- 山岳：鉢伏山、寺山
- 河川：石川、飛鳥川

## 歴史
東部の駒ヶ谷・飛鳥はもともと安宿部郡の所属だったが、郡域が混乱した中世に古市郡へ転出した。
南西部の壺井・通法寺は河内源氏の本拠地として知られる。

### 沿革
- 1889年（明治22年）4月1日 - 町村制の施行により、古市郡駒ヶ谷村・飛鳥村・大黒（おぐろ）村・壺井村・通法寺村の区域をもって発足。大字駒ヶ谷に村役場を設置。
- 1896年（明治29年）4月1日 - 郡の統廃合により、所属郡が南河内郡に変更。
- 1936年（昭和11年）2月21日 - 河内大和地震が発生。村内の約8割にあたる360戸の建物が傾くなど被害多数[1]。
- 1956年（昭和31年）9月30日 - 古市町・高鷲町・埴生村・西浦村・丹比村と合併して南大阪町が発足。同日駒ヶ谷村廃止。

## 交通

### 鉄道路線
- 近畿日本鉄道
  - 南大阪線
    - 駒ヶ谷駅 - 上ノ太子駅

### 道路
現在は旧村域に南阪奈道路の羽曳野東インターチェンジが所在するが、当時は未開通。

## 名所・旧跡・観光スポット・祭事・催事
- 観音塚古墳
- 鉢伏山西峰古墳
- 大黒寺 - 役行者開基。日本で最初に出現した大黒天を本尊とする。
- 壺井八幡宮 - 河内源氏の総氏神。
- 通法寺跡 - 河内源氏の菩提寺。